# Almonacid de Zorita
Almonacid de Zorita è un comune spagnolo di 695 abitanti (2022) situato nella comunità autonoma di Castiglia-La Mancia.
Il comune comprende la località di Salto de Bolarque.
Vi si trova la Centrale nucleare José Cabrera, oggi spenta.